# Aygestan (Ararat)
Pour les articles homonymes, voir Aygestan.
Aygestan (en arménien Այգեստան ; anciennement Ayaslu et Bzovand Ghulamali) est une communauté rurale du marz d'Ararat en Arménie. En 2008, elle compte 2 350 habitants.